# Олга Генчова
Олга Генчова (на македонска литературна норма: Олга Генчова) е химичка от Северна Македония, преподавателка в Скопския университет.

## Биография
Родена е на 2 август 1940 година в западномакедонския град Лерин, Гърция. По времена Гражданската война в Гърция е изведена от страната с групата на така наречените деца бежанци. Завършва природо-математическа гимназия Орадя, Румъния, в 1957 година и същата година се записва в Химическия факултет на Техническия университет на Клуж-Напока, който завършва в 1962 година. Прави следдипломна специализация в Природо-математически факултет на Скопския университет по неорганична и аналитича химия. Завършва магистратура в 1979 година под ръководството на Димче Тошев. В 1991 година защитава докторат в Любляна под ръководството на Йоже Шифтар. След дипломирането си от 1962 до 1967 година работи като научен сътрудник в Академията на науките в Тимишоара. В 1970 година започва работа като научен сътрудник в Химическия институт на Природо-математическия факултет в Скопие. В 1973 годиана е избрана за асистент, а в 1995 година за доцент по специалността неорганична химия. В 1999 година е избрана за извънреден професор. Пенсионира се през октомври 2004 година. В своята изследователска работа се фокусира върху електроаналитичните методи с йоноселективни електроди. През последните години се занимава със синтеза на неорганични съединения и с термичния анализ. Авторка е на много научни трудове.